# Петеку
Петеку (рум. Petecu) — село у повіті Харгіта в Румунії. Входить до складу комуни Улієш.
Село розташоване на відстані 204 км на північ від Бухареста, 48 км на південний захід від М'єркуря-Чука, 142 км на південний схід від Клуж-Напоки, 64 км на північний захід від Брашова.

## Населення
За даними перепису населення 2002 року у селі проживали 319 осіб, з них 316 осіб (99,1%) угорців. Рідною мовою 316 осіб (99,1%) назвали угорську.